# Heemsen
Heemsen egy község Németországban, a Weser-Nienburgi járásban. Lakosainak száma 1754 fő (2023. december 31.).

## Népessége
| Lakosok száma | 1736 | 1727 | 1712 | 1705 | 1757 | 1754 |
|               | 2016 | 2017 | 2019 | 2021 | 2022 | 2023 |